# Zunō Senkan Garu
Zunō Senkan Garu (頭脳戦艦ガル) é um jogo de ação, desenvolvido pela Team Bioteckers e publicado pela dB-SOFT, que foi lançado no Japão em 1985.

## Sumário
Os temas são divididos em três níveis: Rio, Base Militar, e espaço exterior, devem ser elementos de um jogo de role-playing com a necessidade de coletar peças ea capacidade de escolher um caminho para o inimigo final Cem partes devem ser reunidos para destruir o inimigo conhecido como Dragg.
As peças, que aparecem como triângulos vermelhos contra um fundo branco, rolar e deve ser tocado para ser coletado. Não há nenhuma maneira para salvar o jogo e um item pode tirar todas as peças do jogador. A falta de postos de controle pode forçar os jogadores a cara os mesmos inimigos e outra vez. Este jogo de vídeo possui um fundo muito bem de rolagem que força o jogador a passar por áreas que contêm caminhos de ramificação. inimigos variam de obstáculos imóveis para as criaturas que se movem sobre a tela e atirar no jogador, todos com padrões previsíveis.
Quando o jogador pontuação alta o suficiente para fazer a lista pontuação elevada , o jogo termina quando as letras laranja NICE PLAY são exibidos. Embora o nível de dificuldade é suficiente para os jogadores que estão acostumados a jogar scrolling shoot 'em up de jogos de vídeo, a parte mais difícil vem de aprender a perseverança para recolher as 100 peças necessárias para derrotar todo o jogo.

## Modos de Jogabilidade
- A: Atire
- B: Detonar mísseis ou armas laterais disparar (quando disponível)
- Início: Pausa

## Fases

### Espaço
Todo o espaço é composto por atos de 21 a 30. Não há ramo que leva ao submundo (a fim de avançar em áreas 21 e 30). Também não há nenhuma parede ao contrário do rio e níveis subterrâneos.

### Base Militar Subterrânea
Embora consiste em atos de 1 a 12, o jogador pode tocar em todas as áreas do submundo em uma única sessão. O último ponto de cada ato (excepts age 11 e 12) o intercâmbio em si. Áreas de implantação permitem que os jogadores entram em cena a partir da esquerda ou da direita. Indo para os resultados deixaram em um nível de dificuldade mais baixo, indo ot os resultados certos em um nível de dificuldade mais elevado.

### Rio
Constituído por áreas 13 a 20. Não há ramo trocando os níveis em áreas 20 e 31. Como a base militar, não há nenhuma parede presente para impedir o progresso ou para a esquerda ou para a direita.

## Power-Ups
Enquanto o navio pode ser alimentado-up, ele existe como uma condição especial. Quando estiverem reunidas as condições de power-up, o navio irá evoluir a partir de um TYPE-1 (estado fundamental) para um TYPE-2 (intermediária) e, eventualmente, a um TYPE-3 (totalmente ligado). Em seu estado fundamental, o jogador pode disparar um canhão atirou para a frente de cada asa. Continuando a tiros disparar de forma turbo-como é teoricamente possível.
Diferentemente da maioria dos jogos, destruindo inimigos sozinho não se qualificar como um método para ligar. Coleta de peças é a chave para fazer o navio do jogador mais avançado. Quando o jogador está acabado de ligar, o jogo de repente volta a ser uma sessão de rolagem padrão 'em up.